# صحراء النفود الكبير
صحراء النفود الكبير تقع في السعودية، وأحد أقاليم نجد المشهورة في مناظرها الخلابة برمالها الذهبية في هضبة نجد وحتى الحدود الغربية للعراق والحدود الشرقية للأردن لتشترك من هناك مع صحراء الشام، تبلغ مساحتها 65,000 كم2 وتمثل 10% من مجمل التجمعات الرملية في المملكة. ويرى سعد بن جنيدل في كاتبه عالية نجد أن صحراء النفود الكبير ليست من نجد وإنما هي من تحدها من الشمال، وأن آخر معلم من معالم نجد من جهة الشمال هو جبل شمر.

## حدودها
تبدأ الرمال في الأراضي السعودية من محافظة الزلفي في منطقة الرياض مروراً بمنطقة القصيم وبمنطقة حائل شمال المملكة العربية السعودية، وبالتحديد بمدينة جبة (100 كلم شمال حائل) وتمتد من منطقة الرياض وحتى سكاكا كآخر نقطة لها على الحدود السعودية. يوجد بحائل منطقتين رملية هن من أشهر رمال العرب ففي شمال وشمال الغربي للمنطقة رمال النفود الكبير (عالج) وهي الأكبر والأضخم وأغلبها في حدود المنطقة. وشرق عنها متصلة بها. رمال النفود الصغير (الدهناء والمظهور) في الشمال الشرقي وشرق منطقة حائل. وقد شق طريق عبر صحراء النفود بين حائل والجوف بطول 350 كيلو متر، بعد طول انتظار.

## أصل كلمه النفود

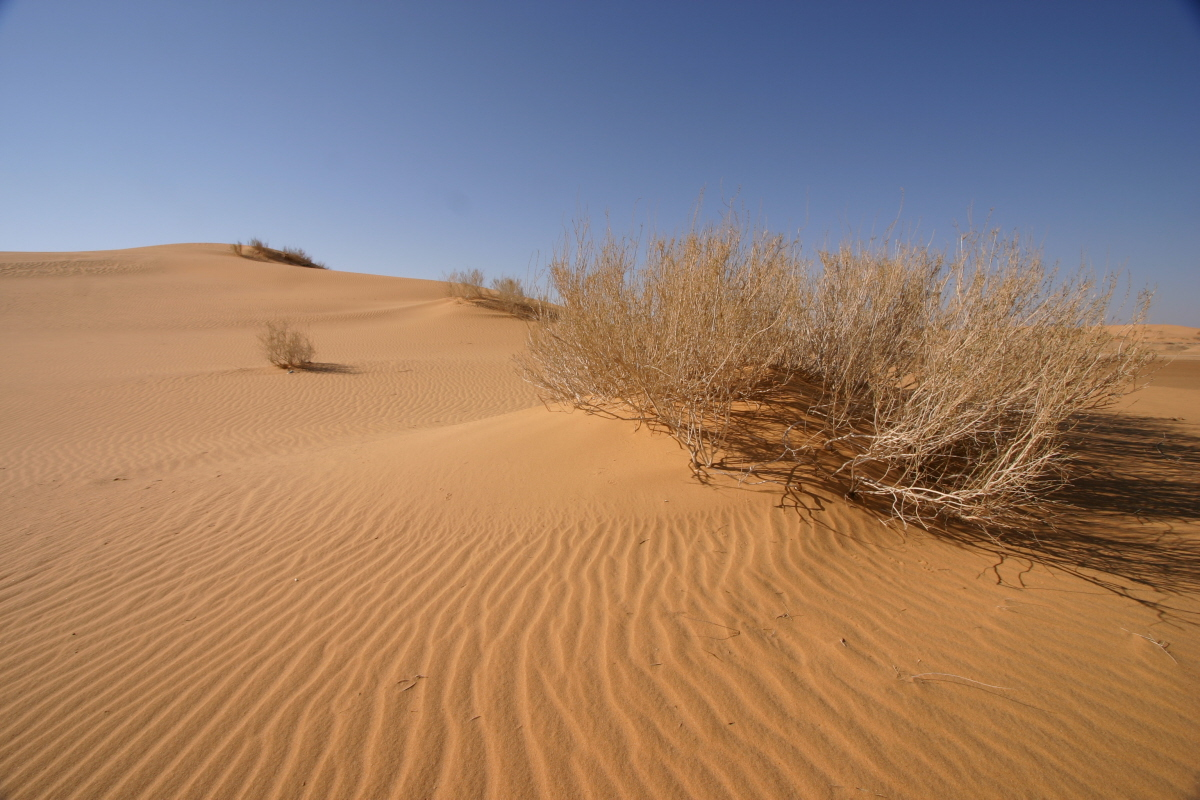

النفود كلمة حديثة لم يكن العرب يطلقونها على الكثبان الرملية، كانوا يسمونها رمال وتنسب إلى ما يميزها كقولهم رمال عالج أو رمال بحتر أو رمال كلب، نسبة إلى قبيلة كلب بن وبره القضاعية وغير ذلك من التسميات. ويرجح بعض الباحثين أن كلمة النفود تعود إلى كلمة نهود ومفردها نهد، وهي الشيء البارز المرتفع عن أصله كنهود المرآة البارزة من صدرها. وفي زمن غير بعيد حرفت الكلمة لنفود.. وقيل غير ذلك). وقد سكن في هذه المناطق حاتم الطائي، ومنها ينتمي وفي جنوبها بالقرب من عيون الجواء سكن عنتر بن شداد ومنها ينتمي وكاد يهلك في رمال عالج، حينما قطع الرمال بمفرده متجها نحو العراق ليجلب عدد من الإبل مهرا لعبلة.

## وصف صحراء النفود الكبير
أما النفود، وهو اسم لم يكن يعرفه العرب فهي صحراء واسعة ذات رمال بيض أو حمر تذروها الرياح فتكون كثبانا مرتفعة، وسلاسل رملية متموجة، تبتدئ من مدينة «تيماء»، وتمتد إلى مسافة 450 كيلومترا تقريبا نحو الشرق، ويبلغ امتدادها من الجوف إلى جبل شمر زهاء 250 كيلومترا تقريبا. وقد عرفت أيضا بـ «الدهناء» وبـ «رملة عالج»، ثم تغلب عليها اسم «النفود» وصارت تعرف به، وتعد النفود من الأماكن المائلة أو المنحدرة، ويظهر من القباسات «وإن كانت قليلة جدا»، إن المنطقة الشرقية من النفود أوطأ من مستوى المنطقة الغربية عند خط طول "27" درجة و "30" دقيقة، بما يزيد على 150 مترا، أي أن هذه البادية مرتفعة في الغرب، آخذة في الانخفاض والميل في الشرق، وقد نتج عن هذا الميل والانحدار المتوالي أن الرمال التي كانت الرياح الشمالية أو الشمالية الغربية تحملها، تراكمت في المنخفض؛ فأصبحت الحدود الغربية والشرقية لهذه المنطقة مرتفعة بالنسبة إليها؛ بحيث صار «الحماد» يشرف عليها إشرافا تاما.ويغطي وجه «النفود»، كثبان من الرمال متموجة يبلغ ارتفاع بعضها زهاء "150" مترا، ولذلك لا يعد سطح بادية النفود سطحا مستويا منبسطا. وتأخذ هذه المرتفعات مختلف الأشكال، فتكون في أغلب الأحيان على شكل نعل الفرس، ويكون اتجاهها من الغرب نحو الشرق، وتكون أبعادها وأعماقها مختلفة، وتسمى «القعور». وقد تركت أثرا عميقا في مخيلة المسافرين ورجال القوافل التجارية وبعد الأشتية الممطرة تتحول هذه المنطقة الرملية الموحشة إلى جنة حقيقية فتظهر الرمال وكأنها قد فرشت ببسط خضر، ويزينها الزهر والشقائق ومختلف الأعشاب الصحراوية، وينتجعها البدو للرعي. وقد تنمو فيها النباتات المرتفعة ذات السيقان القوية كبعض أنواع «الغضي»؛ فتكون أدغالا يحتطب منها البدو، وقد يحرقونها لاستخراج الفحم منها وهذه الأعشاب والنباتات، لا تظهر إلا في المنطقة ذات الرمال الحمر «نفود سمرا». أما النفود البيضاء المؤلفة من رمال نشأت من تفتت أحجار«الكوارتز» فإنها في أكثر الأماكن غير منبتة

## تكونها
تعتبر كثبان رملية محصورة بين مناطق حجرية تُدعى بالهضاب، وتمتاز رمالها باللون الأحمر.

## الموقع
تقع صحراء النفود الكبير على ارتفاع يتراوح بين 700-1000م فوق مستوى سطح البحر، ونحدر تدريجياً بالاتجاه الشمالي الشرقي، وجنوبه تظهر صخور القاعدة واضحة المعالم على سطح الأرض، وجزء كبير من هذه النفود يدخل حدود منطقة حائل الإدارية، ويبلغ الامتداد من الشرق للغرب 300 كم، ومن الشمال للجنوب 90 كم، ويقع هذا الجزء التابع للمنطقة بين دائرتي عرض 27,50 و 28,50 شمالاً، وبين خطي طول 39,00 و 42,30 شرقاً، وعلى الحواف الجنوبية لكثبان النفود تتواجد السلاسل الجبلية والجبال المنعزلة مثل جبال الطوال، وجبل الحميمة، وجبل نهاده، وجبل اللقيطه، ونتيجة للحركة المستمرة فإن الأجزاء السفلى من تلك الجبال تندثر في الرمال الكثيفة، وبالرغم من أن الجزء الشمالي من منطقة حائل يحتل الجزء الأكبر من النفود الكبير إلا أن ذلك لم يعزل المنطقة المجاورة لها في الشمال وبلاد الشام وذلك راجعاً إلى أن وسيلة الاتصال في الماضي الجمال، وأيضاً وجود الكثير من الشجيرات والحشائش والأعشاب خلال فصل الربيع، وأهم قرية موجودة في الصحراء هي قرية جبة التي تقع في دائرة العرض 28 من الجهة الشمالية.

## الأحافير
اكتشفت هيئة المساحة الجيولوجية السعودية بقايا ثدييات كبيرة منقرضة في صحراء النفوذ، وتشمل الاكتشافات فيلة عملاقة، وخيول وثيران وغزلان ومها وضباع وكلاب برية وطيور جارحة، وتم جمع أكثر من 80% من بقايا فيل عملاق منقرض من الموقع الصحراء، وجميع هذه العينات معروضة في متحف وحدة الأحافير في هيئة المساحة الجيولوجية السعودية.
في يناير 2017م عثر فريق وحدة الأحافير التابع لهيئة المساحة الجيولوجية السعودية وذلك بالعمل المشترك مع جامعة أكسفورد، ومعهد ماكس بلانك، وباحثين من أستراليا وإسبانيا، ناباً يعود لنوع منقرض من الفيلة يبلغ طوله مترين وربع في الصحراء حيث اكتشف في رسوبيات البحيرات القديمة في صحراء النفود شمال غربي السعودية، ويعد من العينات النادرة ذات الحفظ الممتاز.
كما كشفت هيئة المساحة الجيولوجية السعودية في أغسطس 2020 عن العثور على أقدم المصائد الحجرية في العالم وسط صحراء النفود الكبرى ويقدر عمرها بأكثر من 7000 عام.

## انظر ايضاً
- منطقة حائل
- صحراء الربع الخالي
- صحراء الدهناء

## وصلات خارجية
- عدسة «سبق» في قلب صحراء النفود.. مناظر خلابة ورمال ذهبية.
- من جبال أجا وسلمى إلى صحراء النفود.